# Lavaca
Lavaca és una població dels Estats Units a l'estat d'Arkansas. Segons el cens del 2000 tenia 1.825 habitants.

## Demografia
Segons el cens del 2000, Lavaca tenia 1.825 habitants, 674 habitatges, i 529 famílies. La densitat de població era de 327,7 habitants/km².
Dels 674 habitatges en un 41,5% hi vivien nens de menys de 18 anys, en un 65,6% hi vivien parelles casades, en un 9,8% dones solteres, i en un 21,5% no eren unitats familiars. En el 18,7% dels habitatges hi vivien persones soles el 6,1% de les quals corresponia a persones de 65 anys o més que vivien soles. El nombre mitjà de persones vivint en cada habitatge era de 2,71 i el nombre mitjà de persones que vivien en cada família era de 3,09.
Per edats la població es repartia de la següent manera: un 28,9% tenia menys de 18 anys, un 9,2% entre 18 i 24, un 34,6% entre 25 i 44, un 18,6% de 45 a 60 i un 8,8% 65 anys o més.
L'edat mediana era de 33 anys. Per cada 100 dones de 18 o més anys hi havia 87,3 homes.
La renda mediana per habitatge era de 39.427 $ i la renda mediana per família de 43.542 $. Els homes tenien una renda mediana de 28.684 $ mentre que les dones 22.500 $. La renda per capita de la població era de 15.917 $. Entorn del 7,5% de les famílies i el 8,5% de la població estaven per davall del llindar de pobresa.

## Poblacions més properes
El següent diagrama mostra les poblacions més properes.